# (541002) 2017 XU58
(541002) 2017 XU58 es un asteroide perteneciente al cinturón de asteroides descubierto el 7 de octubre de 2004 por el equipo del Spacewatch desde el Observatorio Nacional de Kitt Peak, Arizona, Estados Unidos.

## Designación y nombre
Designado provisionalmente como 2017 XU58.

## Características orbitales
2017 XU58 está situado a una distancia media del Sol de 2,158 ua, pudiendo alejarse hasta 2,465 ua y acercarse hasta 1,852 ua. Su excentricidad es 0,142 y la inclinación orbital 2,142 grados. Emplea 1158,49 días en completar una órbita alrededor del Sol.

## Características físicas
La magnitud absoluta de 2017 XU58 es 18,9. 